# Ha Ryun
Ha Ryun (* 22. Dezember 1347; † 6. November 1416) war ein neokonfuzianischer Philosoph und Politiker, Denker der koreanischen Goryeo- und Joseon-Dynastie. Sein Pseudonym war Hojung (호정;浩亭).

## Werke (Bücher)
- Hojungjip (호정집 浩亭集)
- Samguksaryak (삼국사략 三國史略)
- Donggukyakun (동국약운 東國略韻)
- Dongguksaryak (동국사략 東國史略)
- Doinsongdojigok (도인송도지곡 都人頌禱之曲)
- Sumyungmyung (수명명 受明命) (1402)
- Sungdukgha (성덕가 聖德歌) (1402)